# Келдихаят
Келдихаят (узб. Keldihayot / Келдиҳаёт) — посёлок городского типа, расположенный на территории Шахрисабзского района Кашкадарьинской области Республики Узбекистан. Статус посёлка городского типа с 2009 года. По территории городского района протекает канава под названием Гаровчашма. Рядом проходит - автомагистраль М-39.

## Этимология
Старое название города Кельдихаёт — Керайит, изменённое в устном языке. С 70-х годов XX века село встречается под нынешним названием. Это связано с одноимённым селом Керайит в Книжном округе.  На узбекском языке названия обоих регионов неправильно оформлены. 
Слово Керайит — тюркское, изначально обозначало монгольское племя. Название местечка связано с этническим составом населения.